# La Magdalena Tenexpan
La Magdalena Tenexpan är en ort i kommunen Temoaya i delstaten Mexiko i Mexiko. Samhället hade 1 381 invånare vid folkräkningen 2020.